# Ciranggon
Ciranggon is een bestuurslaag in het regentschap Karawang van de provincie West-Java, Indonesië. Ciranggon telt 4150 inwoners (volkstelling 2010).